# 王至和
王至和（？—？），厭次（今山东惠民）人，元朝政治人物。

## 生平
1345年接替贾桓任松江府知府一职，1349年由王克敏接任。